# Kukate
Kukate ist ein Ortsteil der Gemeinde Waddeweitz im niedersächsischen Landkreis Lüchow-Dannenberg.
Das Dorf liegt eineinhalb Kilometer östlich von Waddeweitz und nördlich der B 493.

## Geschichte
Für das Jahr 1848 wird angegeben, dass Kukate sechs Wohngebäude hatte, in denen 43 Einwohner lebten. Zu der Zeit war der Ort nach Zebelin eingepfarrt, wo sich auch die Schule befand.
Am 1. Dezember 1910 hatte Kukate 27 Einwohner und war eine eigenständige Gemeinde im Kreis Lüchow.